# Pettistree
Pettistree – wieś w Anglii, w hrabstwie Suffolk, w dystrykcie East Suffolk. Leży 17 km na północny wschód od miasta Ipswich i 125 km na północny wschód od Londynu.